# موس (مصارع)
كوين أوجيناكا (بالإنجليزية: Moose)‏ (من مواليد 23 أبريل 1984) هو مصارع محترف أمريكي ولاعب كرة قدم أمريكي سابق، معروف باسم الحلبة موس. وهو يصارع حاليًا مع اتحاد توتال نون ستوب اكشن (TNA)، وهو بطل سابق حيث حمل لقب الامباكت جراند مرتين. بالإضافة إلى ذلك، فقد كان بطل GWF للوزن الثقيل من 3 يونيو 2017 حتى 12 أغسطس 2017. وقد عمل أيضًا في اتحاد حلبة الشرف وريفلوشن برو ريسلينغ RPW وايفولف واتحاد ان جي بي دبليو وبرو ريسلينج نوا. بصفته لاعب خط هجوم، لعب كرة القدم الأمريكية الجامعية في سيراكيوز وتم اعارته الي فريق اتلانتا فالكونس في الجولة الخامسة من الدرافت الخاص باتحاد كرة القدم الأميركي لعام 2006 . وذهب للعب في نيو انغلاند بيتريوتس، وسانت لويس رامس، وانديانابوليس كولتس.

## حياتة سابقة
ولد كوين أوجيناكا في مدينة سيبروك بولاية ماريلاند الأمريكية. التحق بمدرسة ديماثا الكاثوليكية الثانوية DeMatha Catholic High School في مدينة هايتسفيل بولاية ماريلاند، حيث حصل على مرتبة الشرف في دوري مقاطعة برينس جورج عندما كان بموسم 11  –  0 والذي تضمن بطولة واشنطن لألعاب القوى الكاثوليكية Washington Catholic Athletic Conference .

## حياته العلمية
التحق كوين أوجيناكا بجامعة سيراكيوز، حيث لعب في 44 مباراة ب 23 مباراة في أربع سنوات. في عام 2005، بدأ مباراتين للجونيور. . في عام 2006، لعب اوجينيكا في فريق لاس فيغاس أول امريكان كلاسيك لعام 2006 في فريق لاس فيغاس بعد أن بدأ جميع مبارياته البالغ عددها 11 مباراة.

## مهنة كلاعب كرة القدم
بدء اوجيناكا مهنته كلاعب كرة قدم أمريكية محترف منذ عام 2006 وانهي مسيرته المهنية كلاعب كرة قدم في 2012 بعد تسريحه لمرة الثانية من فريق سانت لويس رامسقالب:Infobox NFL player

### فريق اتلانتا فالكونس
تم اختيار كوين أوجيناكا في الجولة الخامسة (المرتبة 139) من درافت اتحاد كرة القدم الأميركي لعام 2006 2006 NFL Draft من قبل فرق اتلانتا فالكونز كلاعب صاعد في عام 2006، لعب في 11 مباراة. ولعب في خط الهجوم لأول مرة في مسيرته الاحترافية عندما حل مكان وين غاندي الذي أصيب في مباراة ضد فريق تامبا باي بوسكانيرس.
في عام 2007، لعب كوين اوجينيكا في 11 مباراة. كانت مسيرته الأولى في دوري كرة القدم الأميركي ضد فريق سان فرانسيسكو 49 . لعب في ثماني مباريات في عام 2008 . في عام 2009، لعب في تسع مباريات، وبدأ آخر خمس مباريات كلاعب حارس أيمن بدلاً من هارفي دال المصاب.

### فريق نيو انغلاند باتريوتس
في 23 أغسطس 2010، وقع اوجيناكا لصالح فريق فريق نيو انغلاند باتريوتس للمشاركة في الجولة السابعة من درافت 2011 NFL . بعد أن قضى تعليقه لمباراة واحدة في الأسبوع الأول، كان كوين أوجيناكا غير نشط في مباراتي الفريق التاليتين. تم تسريحه في 30 سبتمبر 2010. قام فريق نيو انغلاند باتريوتس بإعادة توقيع معه في 7 أكتوبر 2010 حيث لعب حوالي 8 مباريات حتي انتهاء عقده.

### فريق سانت لويس رامس
وقع كوين أوجيناكا لصالح فريق سانت لويس رامس في 6 أغسطس 2011. وتم تسريحه في 3 سبتمبر 2011.

### فريق انديانابوليس كولتس
وقع اوجيناكا مع فريق إنديانابوليس كولتس في في 5 أكتوبر 2011 وظل معهم حتي انتهاء عقده.

### الفترة الثانية مع فريق سانت لويس رامس
وقع أوجيناكا مع سانت لويس رامس مرة اخري في 22 مارس 2012. لكن تم التنازل عنه في 2 سبتمبر 2012.
و ثم اعاد توقيعه معهم في 12 سبتمبر 2012 عندما أصيب سكوت ويلز في قدمه وانتقل روبرت تيرنر من اللعب كحارس أيسر إلى خط الوسط. ومع ذلك، تم تسريحه مرة أخرى في 22 أكتوبر 2012.

## مهنة مصارعة محترفين

### بداية حياته المهنية (منذ 2012 حتي 2014)
بدأ اوجيناكا تدريبه للمصارعة المحترفين في عام 2012 تحت قيادة السيد كورتيس هيوز في اتحاد WWA4 ، وحضر معسكرات تدريب دبليو دبليو اي.  في 22 فبراير 2014، ظهر لأول مرة في اتحاد دراجون جيت USA ، حيث عمل إلى جانب مع فريق ذا بارفادو بورس في دور حارس شخصي. في 6 مايو، 2015، أعلن اتحاد جلوبال فورس ريسلينغ (GFW) عن اوجيناكا أصبح كجزء من قائمة المصارعين لديهم. نظرًا لتوقيع عقد جديد مع اتحاد حلبة الشرف (ROH)، كان من المقرر أن يعمل اوجيناكا فقط في عروض GFW المحلية وليس ان يظهر في تسجيلات الامبيد التلفزيونية.

### اتحاد حلبة الشرف (منذ 2014 حتي 2016)
بعد ظهور ويلبورن في عرض ROH Best in the World 2014 في 22 يونيو 2014، وأعلن الاتحاد بعد يومين أنه قد وقع عقدًا معهم. ثم اعتمد اوجيناكا اسم الحلبة موس وشكل شراكة مع روبرت ايفانز وفيدا سكوت. في 7 ديسمبر 2014، في عرض Final Battle 2014، هزم موس برفقة الأمير نانا وستوكلي هاثاوي ار دي ايفانز. في 1 مارس 2015، في عرض ROH 13th Anniversary ، هزم موس مارك بريسكو في مباراة فردية، وهو أول فوز رئيسي له في عروض حلبة الشرف الكبري. موس كان يهزم الكثير من المصارعين «الاسكواش»، مثل كولبي كورينو. انتهت سلسلة موس غير المهزومة في 16 مايو 2015 في عرض Global Wars '15 الليلة الثانية عندما هزمه سيدريك ألكساندر. في 19 يونيو في عرض Best in the World 2015 ، قامت مديرة موس فيدا سكوت بادارته وشكل شراكة جديدة مع ألكساندر. في نفس البي بي في، خسر موس مباراة ثلاثية ضد رودريك سترونج التي كانت لتحديد المنافس الأول علي لقب العالم. في عرض Final Battle 2015 خسر ضد مايكل الجين. في <b>Best in the World 2016</b> ، تعاون موس مع آلة الحرب ولكنهم خسروا أمام فريق نادي الرصاص. غادر اوجيناكا ROH في 8 يوليو 2016، مع تقارير تربطه بانه سيوقع مع اتحاد من دبليو دبليو اي وتوتال نون ستوب اكشن وبالفعل اختار اتحاد تي ان ايه (TNA). 

### اتحاد توتال نون ستوب اكشن ريسلينغ

#### بطل الامباكت جراند (منذ 2016 حتي 2017)
قام موس بتادية أول ظهور له في TNA في 12 يوليو 2016، الإصدار الخاص من ديستناشين اكس 2016 من امباكت ريسلينغ ، حيث قاطع مباراة الحدث الرئيسية بين بطل TNA العالم للوزن الثقيل لاشلي ضد بطل الاكس دفجن ايدي ادواردز، لينضم إلى مايك بينتت وماريا، كمصارع مكروه. وبحسب ما ورد وقع أوجيناكا صفقة حصرية مدتها سنتان مع الاتحاد. في حلقة 28 يوليو 2016 من عرض الامباكت ، قام موس بتادية أول ظهور له في الحلبة، حيث هزم المصارع المستقل ديفي ستار. في حلقة 11 أغسطس 2016 من عرض الامباكت ، هزم موس ومايك بينيت إدي إدواردز وإيثان كارتر الثالث. في حلقة 19 أغسطس 2016 من عرض الامباكت هزم موس إيدي إدواردز.
في حلقة 26 أغسطس 2016 من عرض الامباكت شارك موس في مباراة الباتل رويال لتحديد المتنافس الأول علي بطولة TNA العالم للوزن الثقيل ولكن تم اقصاءه بواسطة مايك بينتت. في حلقة 1 سبتمبر 2016 من عرض الامباكت ، رفض موس مساعدة مايك بينيت خلال مباراته علي بطولة العالم للوزن الثقيل ضد لاشلي وهاجمه بعد المباراة، وقام بحل شراكتهما وتحول لمصارع محبوب في هذه العملية. هزم موس بينيت في عرض باوند فور جلوري 2016 في 2 أكتوبر 2016. في حلقة 13 أكتوبر 2016 من عرض الامباكت هزم إيثان كارتر الثالث لمواجه مع لاشلي لتحديد المتنافس رقم واحد علي بطولة العالم للوزن الثقيل ومع ذلك، في حلقة 20 أكتوبر 2016 من عرض الامباكت ، هُزم موس بواسطة لاشلي
في حلقة 10 من نوفمبر 2016 من عرض الامباكت هُزم موس من قِبل مايك بينتت عن طريق العد الخارجي، وبالتالي لم يؤهله ذلك للمباراة الرباعية في الأسبوع التالي لتحديد منافس جديد آخر لبطولة TNA العالم للوزن الثقيل.
في حلقة 1 ديسمبر 2016 من عرض الامباكت ، أجاب موس على تحدي المفتوح الذي اطلقه أرون ريكس وهزمه للفوز بطولة الامباكت جراند. احتفظ موس بلقبه ضد آرون ريكس في مباراة الإعادة في الأسبوع التالي. بعد المباراة، واجه مواجهة ضد العائد من الإصابة درو جالواي. في حلقة 5 يناير 2017 من عرض الامباكت، نجح في الاحتفاظ بلقبه ضد مايك بينيت بالقرار. بعد المباراة، تحدى بينيت موس لمباراة عدم الإقصاء في ون نايت اونلي: لايف! ، وفاز مرة أخرى. في 19 يناير 2017، خسر موس بطولة الامباكت جراند أمام درو جالواي. في عرض جينيسيس 2017، هزم موس من قبل درو غالاوي في مباراة الإعادة وفشل في استعادة اللقب. في حلقة 9 من فبراير 2017 من عرض الامباكت، أنقذ موس زوجة كودي براندي رودز من هجوم قام به كل من روزماري فريق ديكاي. في الأسبوع التالي، هزم موس وبراندي كريزي ستيف وابيس. في حلقة 23 مارس 2017 من عرض الامباكت، شكر كودي موس على حماية برندي رودز أثناء غيابه. ومع ذلك، بعد ان عرف براندي ان لديها رقم هاتف موس، هاجم كودي موس. من الخلف  في حلقة 2 مارس 2017 من الامباكت ، هُجم موس من قِبل كودي واشتبكت معه، مما أدى إلى فرار كودي من موس. في نفس الليلة، هزم موس درو جالواي واستعاد بطولة الامباكت جراند. في حلقة 30 مارس 2017 من عرض الامباكت احتفظ موس بلقبه ضد كودي.
بعد أن دافع بنجاح عن لقبه ضد راندي رين في Border City Wrestling ، تعرض موس لهجوم من قبل كريس أدونيس. في عرض تورنيج بوينت، تحدى لاشلي موس علي لقب العالم للوزن الثقيل، لكنه هزم. في حلقة 27 أبريل 2017 في عرض الامباكت، دافع موس عن لقبه ضد ديفي ريتشاردز، ولكن انتهت المباراة بدون فائز. بعد المباراة، قام كل من DeAngelo Williams و Gary Barnidge ، اللذين كانا في جانب موس في المباراة، بمهاجمة ريتشارد. في حلقة 30 مايو 2017 من عرض الامباكت في مومباي، الهند، تحدي موس مرة أخرى لاشلي علي بطولة العالم للوزن الثقيل، لكنه هزم في نهاية المطاف. في حلقة 1 يونيو 2017 من عرض الامباكت، احتفظ موس بلقبه ضد ايلي دريك. بعد التحدي الذي واجهه فريق أدونيس ودريك في مباراة فرق في عرض سلاميفرسري 2017 ، كشف موس عن شريكه في الفرق في حلقة 22 يونيو 2017 في عرض الامباكت وهو لاعب كرة القدم DeAngelo Williams. في سلامي فرسري هزم موس وليامز أدونيس ودريك. في حلقة 13 يوليو2017 من عرض الامباكت احتفظ موس بلقبه ضد ناومتشي ماروفوجي عندما انتهت المباراة في بدون فائز، بعد هجوم إيثان كارتر الثالث. في الحلقة 3 أغسطس 2017 من عرض الامباكت فقد موس لقبه لصالح إيثان كارتر الثالث. في حلقة 24 أغسطس 2017 من عرض الامباكت شارك موس في مباراة الجونجليت المكونة من 20 رجلاً لبطولة GFW العالمية الشاغرة والتي فاز بها ايلي دريك.
الصراع مع فريق أمريكا توب تيم
في حلقة 14 سبتمبر 2017 من عرض الامباكت، اتصل لاشلي بـموس خلال آخر ليلة له من الامباكت، واشتبك الاثنان مع بعضهما البعض في منطقة الامباكت زون. ومع ذلك، تعرض موس لهجوم من قبل فريق MMA التابع للاشلي، فريق أمريكا توب تيم، بمساعدة دان لامبرت. في حلقة 12 أكتوبر 2017 من عرض الامباكت، يكشف موس أن شريكه ضد لاشلي وفريق ATT سيكون مقاتل اليو اف سي السا بق ستيفان بونار. ثم، قام الثنائي بتخريب ATT Dojo وسرق الكثير من أحزمة وجوائز دان لامبرت. بعد أسبوعين، هزم موس لاشلي من خلال استبعاده بعد أن هاجمه لامبرت. في عرض باوند فور جلوري 2017 ، هُزم موس وستيفان بونار من قبل لاشلي وكينج مو في مباراة ست زوايا من الحديد Six Sides of Steel. في حلقة 16 نوفمبر 2017 من عرض الامباكت ، تم إنقاذ موس بواسطة جيمس ستورم أثناء هجوم فريق أمريكا توب تيم. ثم في حلقة 7 ديسمبر 2017 عرض الامباكت هُزم موس وجيمس ستورم من قبل لاشلي ودان لامبرت. وفي الشهر التالي، موس، انضم مع إيدي إدواردز، هزم لاشلي وكي . ومع ذلك، خلال عرض جينيسيس 2018 الخاصة، هزم موس لاشلي. بعد المباراة، تحول لاشلي الي مصارع محبوب وهاجم هو وموس دان لامبرت واعضاء فريق أمريكا توب تيم بعد ان انتهي، تصافح كل من موس ولاشلي، مما أنهى العداوة بينهما .

#### ملاحقة بطولة والتحول الي مكروه (2018 حتى الآن)
في حلقة 1 فبراير 2018 من عرض الامباكت ، هزم موس وجوني إمباكت إي سي ثري وألبرتو إل باترون. في الأسبوع التالي، شارك موس في مباراة رباعية تضم المصارعين الثلاثة لتحديد المنافس رقم واحد لبطولة العالم، والتي فاز بها جوني إمباكت. في حلقة 15 مارس 2018 من عرض الامباكت ، شارك موس في مباراة فيست اور فايرد، والتي أمسك بها حقيبة. في الأسبوع التالي، كشف موس أن حقيبته تحتوي على عقد بطولة العالم. ومع ذلك، في حلقة 5 من أبريل 2018 من عرض الامباكت، هزم موس بواسطة ايلي دريك بعد تدخل أوهايو مقابل كل شيء في مباراة حقيبة (بطولة العالم) ضد حقيبة (بطولة الفرق) وخسر عقد بطولة العالم. في الأسبوع التالي، هزم موس سامي كاليهان . في عرض تي ان ايه ريديمشين، هُزم موس وإدي إدواردز وتومي دريمر من قبل فريق اوه في أي OVE في مباراة هاوس اوف هاردكور House of Hardcore. بعد العرض الشهري، أصبح لدي موس سلسلة من الانتصارات، بفوزه على براكستون سوتر في حلقة 26 أبريل 2018 من الامباكت ، وكونغو كونغ في الشهر التالي.
في حلقة 7 من يونيو من عرض الامباكت، احتل موس المرتبة الأولى من بين أفضل 5 دمى للمصارعة من قبل ايلي دريك . ثم، واجه دريك وتحداه لمباراة، قبل أن يتعرض للهجوم والإذلال. في الأسبوع التالي في عرض House of Hardcore 43 ، هزم موس ايلي دريك وأصبح المنافس رقم واحد علي بطولة العالم في عرض تي ان ايه سلاميفرسري 2018 ضد اوستن اريس. في عرض سلاميفرسري، خسر موس أمام اريس .
في إصدار 30 أغسطس 2018 من عرض الامباكت ريدفايند، كان من المقرر ان يخوض موس وايدي ادواردز في مباراة مع اريس وحليفه كيلر كروس . بعد أن تعرض للهجوم من قبل كروس وراء الكواليس، كان موس يشق طريقه في الضمادات، ولكن بعد أن تم وضع علامة عليه، قام موس بمهاجمة ايدي ادورادوز وضربه بحركة سبير، وكشف عن ان انضمامه لاريس وكروس ليحول لمصارع مكروه في هذه العملية. كان الخلاف بين موس وإدواردز خلال الفترة المتبقية من عام 2018 مع تورط كيلر كروس وتومي دريمر أيضًا في نزاعهما. حدث الاشتباك النهائي في تي ان ايه هوم كومينج في قتال الشوارع حيث فاز إيدي. بعد أن حل بهدوء شراكته مع كروس، (غادر اريس الشركة بعد خسارته لقبه لصالح جوني امباكت في عرض تي ان ايه باوند فور جلوري 2018 انتقل موس إلى نزاع مع فريق الرازكيلز
على مدار النزاع، شكل موس تحالفًا مع فريق ذا نورث (إيثان بيج وجوش ألكساندر)، حيث هزموا ثلاثي الراكيلز في عرض تي ان ايه ريبليون. بعد ذلك، دخل موس وفريق النورث في عداوة مع العائد روب فان دام وسابو، مع مساعدة تومي دريمر شركائه من اتحاده السابق أي سي دبليو . من المقرر أن يواجه موس دام فان في تي ان ايه سلاميفرسري 2019 وبالفعل هزم فاندام بعد مباراة قوية .

## الحياة الشخصية
في 29 مايو 2009، أُلقي القبض على أوجيناكا بسبب قضية بسيطة في منزله في مدينة سواني ، جورجيا، بعد عراكه مع زوجته حيث بصق عليها أثناء مشادة حول صديقة له في الفيسبوك، وفقًا لتقرير للشرطة. وقال للشرطة إن زوجته حاولت طعنه بقلم، وقالت إنه رمى بها على بعض السلالم قبل أن يطردها من المنزل. تم تعليقه في وقت لاحق من قبل اتحاد كرة القدم الأميركي في المباراة الأولى من الموسم العادي لعام 2010. طلقته زوجته بعد أن أعلن عن عزمه على ترك اتحاد كرة القدم الأميركي وتصبح مصارعا محترفا.

## البطولات والإنجازات
- اتحاد جيرمن ريسلينج فيديريشن GWF
- بطولة GWF العالم للوزن الثقيل (1 مرة)[6]
- أتحاد أي بليف ان ريسلينج IBIW
  - بطولة SCW فلوريدا للوزن الثقيل بطولة (1 مرة)[27]
- اتحاد انترنشونال برو ريسلينج: المملكة المتحدة IPW:UK
  - بطولة IPW:UK العالم (1 مرة)[28]
- مجلة برو ريسلينج اليستارتيد PWI
  - أفضل مصارع صاعد لعام (2015)
  - الترتيب رقم #55 من أعلى 500 مصارع فردي في مجلة PWI 500 لعام 2017 2017[29]
- اتحاد برايم ريسلينغ اكسبيريانس PWX
  - بطولة PWX المبتكرة للتلفزيون (1 مرة)[30]
- اتحاد ساوزيرن ريسلينج اسوسياشين SWA
  - بطولة SWA للفرق (1 مرة) – مع ايه ار فوكس
  - كاس Rhymer لعام (2015) – مع ايه ار فوكس
- اتحاد توتال نون ستوب اكشن ريسلينغ TNA / امباكت ريسلينغ IW
  - بطولة الامباكت جراند (2 مرات)
  - الفائز ببطولة جوكر واليد لعام (2017)
  - حقيبة فايست اور فايرد لعام (2018 – عقد بطولة العالم)

## روابط خارجية
- موس على موقع مرجع كرة القدم المحترفة.كوم (الإنجليزية)
- موس على موقع WrestlingData.com (الإنجليزية)
- موس على موقع CageMatch worker (الإنجليزية)
- موس على موقع قاعدة بيانات المصارعة على الإنترنت (الإنجليزية)
- موس على موقع عالم المصارعة على الإنترنت (الإنجليزية)

- البروفايل الشخصي علي موقع اتحاد حلبة الشرف
- البروفايل الشخصي علي موقع اتحاد تي ان ايه
- نيو انغلاند الوطنيين الحيوية